# Parada de Pla Barraques (TRAM Alicante)
Pla Barraques es una parada del TRAM Metropolitano de Alicante donde presta servicio la línea 3. Está situada en la zona sur del casco urbano de Campello.

## Localización y características
Se encuentra ubicada bajo la intersección de las avenidas de Ausias March y de la Estación, desde donde se accede. En esta parada se detienen los trenes de la línea 3. Dispone de dos andenes y dos vías.

## Líneas y conexiones
| << Cabecera | < Estación | Línea | Estación >  | Cabecera >> |
| ----------- | ---------- | ----- | ----------- | ----------- |
| Luceros     | Salesians  |       | El Campello | Campello    |